# Celle Enomondo
Celle Enomondo (Sele in piemontese) è un comune italiano di 419 abitanti della provincia di Asti, nel territorio storico dell'Astesana,  in Piemonte.

## Storia

### Simboli
Il comune non ha ancora adottato uno stemma ufficiale. Tuttavia, in determinati ambiti, risulta in uso uno stemma non ufficiale, disegnato da terzi in maniera del tutto autonoma dall'amministrazione comunale, così blasonato:

## Società

### Evoluzione demografica
Abitanti censiti

## Infrastrutture e trasporti
Tra il 1882 e il 1935 il comune fu servito dalla tranvia Asti-Canale.

## Amministrazione
Di seguito è presentata una tabella relativa alle amministrazioni che si sono succedute in questo comune.
| Periodo        | Periodo        | Primo cittadino   | Partito                                 | Carica  | Note  |
| -------------- | -------------- | ----------------- | --------------------------------------- | ------- | ----- |
| 12 giugno 1985 | 11 marzo 1988  | Eugenio Torchio   | Democrazia Cristiana                    | Sindaco | [ 6 ] |
| 11 marzo 1988  | 6 giugno 1990  | Vincenzo Perosino | Lista civica                            | Sindaco | [ 6 ] |
| 6 giugno 1990  | 24 aprile 1995 | Piero Montrucchio | Democrazia Cristiana                    | Sindaco | [ 6 ] |
| 24 aprile 1995 | 14 giugno 1999 | Piero Montrucchio | centro                                  | Sindaco | [ 6 ] |
| 14 giugno 1999 | 14 giugno 2004 | Piero Montrucchio | Lista civica                            | Sindaco | [ 6 ] |
| 14 giugno 2004 | 8 giugno 2009  | Walter Vercelli   | Lista civica                            | Sindaco | [ 6 ] |
| 8 giugno 2009  | 26 maggio 2014 | Walter Vercelli   | Lista civica Campanile spiga e grappolo | Sindaco | [ 6 ] |
| 26 maggio 2014 | 26 maggio 2019 | Andrea Bovero     | Lista civica Celle insieme              | Sindaco | [ 6 ] |
| 26 maggio 2019 | in carica      | Andrea Bovero     | Lista civica Celle insieme              | Sindaco | [ 6 ] |

## Sport
La principale squadra cittadina è il Colline Alfieri Don Bosco, storicamente militante nelle divisioni dilettantistiche del Piemonte.